# Kenscoff
Kenscoff (em crioulo, Kenskòf ), é uma comuna do Haiti, situada no departamento do Oeste e no arrondissement de Port-au-Prince. De acordo com o censo de 2003, sua população total é de 42.175 habitantes.